# Efectul Aharonov-Bohm
Efectul Aharonov-Bohm (numit astfel după David Bohm și Yakir Aharonov) este un fenomen din mecanica cuantică, în care o particulă încărcată electric este influențată de un câmp electromagnetic, deși această particulă se află într-o regiune în care valoarea celor 2 vectori (E, B) este egală cu zero. Principala cauză a efectului este faptul că influența este realizată de către potențialul electro-magnetic, și nu de către câmpul magnetic sau electric în sine. In 1949 Ehrenberg si Sidey, apoi și  Bohm și Aharonov au observat că interferența între 2 fascicole de electroni poate fi modificată de un câmp electromagnetic chiar dacă acesta acționează în afara traiectoriilor celor 2 electroni. Acest efect demonstrează că impulsul unei particule de sarcina q este egal cu qA, unde A este potențialul.  În fizica cuantică, potențialul acționează asupra particulelor doar prin defazarea acestora în spațiu.
În cadrul experimentului, fascicolele de electroni trec pe lângă diferite părți ale unui cilindru cu un anumit câmp magnetic B. Cilindrul este înconjurat de un zid, care nu poate fi penetrat de particule, iar în exteriorul cilindrului, câmpul magnetic este zero. Totuși, rezultatul experimentului depinde de prezența câmpului magnetic, fiindcă potențialul-vector A este încă, în primul caz, prezent în exteriorul cilindrului.
Suprapunerea funcției de undă în spatele cilindrului rezultă într-un model de interferență, care este influențat de vectorul-potențial, deoarece funcțiile de undă obtinute pe traiectoriile din dreapta și din stânga cilindrului prezintă defazări diferite. Matematic, acest lucru explică faptul că rotația potențialului-vector este egală cu zero, dar din cauza faptului că spațiul nu este conex (cilindru reprezintă o gaură în spațiu - iar cele 2 fascicole sunt topologic distincte), în calcul integralele pe contur nu dispar, rămânând astfel un efect net.
Astfel, în fizica cuantică, potentialul electromagnetic are o importanță mai mare decât câmpurile electric și magnetic.